# Сомерхолдер, Иэн
И́эн Джо́зеф Сомерхо́лдер (англ. Ian Joseph Somerhalder; произносится /ˈiːən ˈsɔməˈhɔːldə/, род. 8 декабря 1978, Ковингтон, Луизиана, США) — американский актёр. Получил известность благодаря роли Буна Карлайла в телесериале «Остаться в живых» и Дэймона Сальваторе в телесериале «Дневники вампира».

## Биография

### Ранние годы жизни
Иэн Сомерхолдер родился 8 декабря 1978 года в небольшом южном городке Ковингтоне в штате Луизиана в семье массажистки и строительного подрядчика. Но жил Иэн в приморском городке Мандевиле, таком маленьком, что там даже не было роддома, поэтому для родов матери пришлось ехать в другой город. У него есть старшие сестра Робин и брат Боб, названные оба в честь отца Роберта. У его отца английские и французские корни, а у матери Эдны — ирландские и индейские. Рыбалка и верховая езда занимали большую часть времени в его детстве.
В десятилетнем возрасте с помощью матери Иэн попал в модельный бизнес, каждое лето он ездил для съёмок в Нью-Йорк. У него был контракт с лучшими детскими модельными агентствами Click, Next, Arlene Wilson. Через несколько лет у него появилась возможность стать европейской моделью, Иэн побывал в Париже, Милане и Лондоне. Он был лицом дизайнерской одежды GUESS? в течение двух осенних сезонов, а также работал на такие известные дома моды, как Versace, Esprit, Persol, Calvin Klein, Dolce & Gabbana и Gucci.

### Карьера
Одновременно Сомерхолдер выступал в драматическом клубе и работал с местной театральной группой. В 17 лет он решает посвятить себя актёрскому мастерству и отправляется в Нью-Йорк. К 19 годам он уже работал с престижным преподавателем Уильямом Эспером. Также Иэн учился у Давении Макфадден и Энтони Эйбсона. Впервые Иэн появился в клубной сцене фильма «Black & White» (но потом его роль вырезали). Затем последовал фильм Вуди Аллена «Знаменитость», где роль Иэна также вырезали. Среди 400 претендентов его заметил менеджер, который сразу же подписал с ним контракт. Первым дебютом на телевидении для Иэна стала научно-фантастическая драма «Сейчас или никогда» (1999) канала CBS. Первой победой Сомерхолдера стала главная роль в сериале «Молодые американцы». И хотя шоу не возымело успеха у публики, Иэн продолжал съёмки в различных сериалах: «C.S.I.: Место преступления», «C.S.I.: Место преступления Майами», «Закон и порядок: Специальный корпус» и «Тайны Смолвиля». За одну из ролей в большом кино «Жизнь как дом» Сомерхолдер был отмечен премией «Молодой Голливуд».
Одним из самых успешных фильмов Иэна стали «Правила секса» (2002) по роману Брета Истона Эллиса, где он играл гомосексуала Пола Дентона. Фильм сумел заработать 6,5 миллионов долларов.
Я не думал дважды, чтобы сняться в этой роли. Этот фильм сделал для меня столько же, сколько и «Жестокие игры» для Райана Филиппа, Риз Уизерспун и Сары Мишель Геллар.
Ко всему прочему, Иэн стал одним из 50 сексуальных мужчин осени 2002 журнала People.
Создатели сериала «Остаться в живых» увидели в Сомерхолдере нечто большее, чем идеальную фактуру для роли гея. Из всех актёров сериала Иэн был первым, кого утвердили на роль окончательно и бесповоротно. Он сыграл Буна Карлайла, молодого богатого человека. Сам Иэн был несколько разочарован своим персонажем.
Всё, что мы знаем о Буне, это то, что он постоянно следует за своей сестрой, что она его здорово раздражает, и что они оба — испорченные богатые дети. Никому не нравятся такие ребята. И я подумал: может, они на самом деле другие? Бун — это парень, который действительно быстро начинает разбираться в жизни, оказавшись на острове. Мне было почти жалко его, потому что он не знал о тех необходимых для выживания вещах, о которых знаю я. Я вырос в Луизиане. У нас были лошади и своя земля. Там вы узнаете, как выжить. Вы учитесь работать в лесу, добывать огонь, правильно обращаться с веревкой. Бун не знал ничего из этого. Он был очень хрупким, потому что произошёл из той среды, в которой никогда не бывал я.
Однако с течением времени персонаж Иэна менялся, все больше и больше радуя исполнителя.

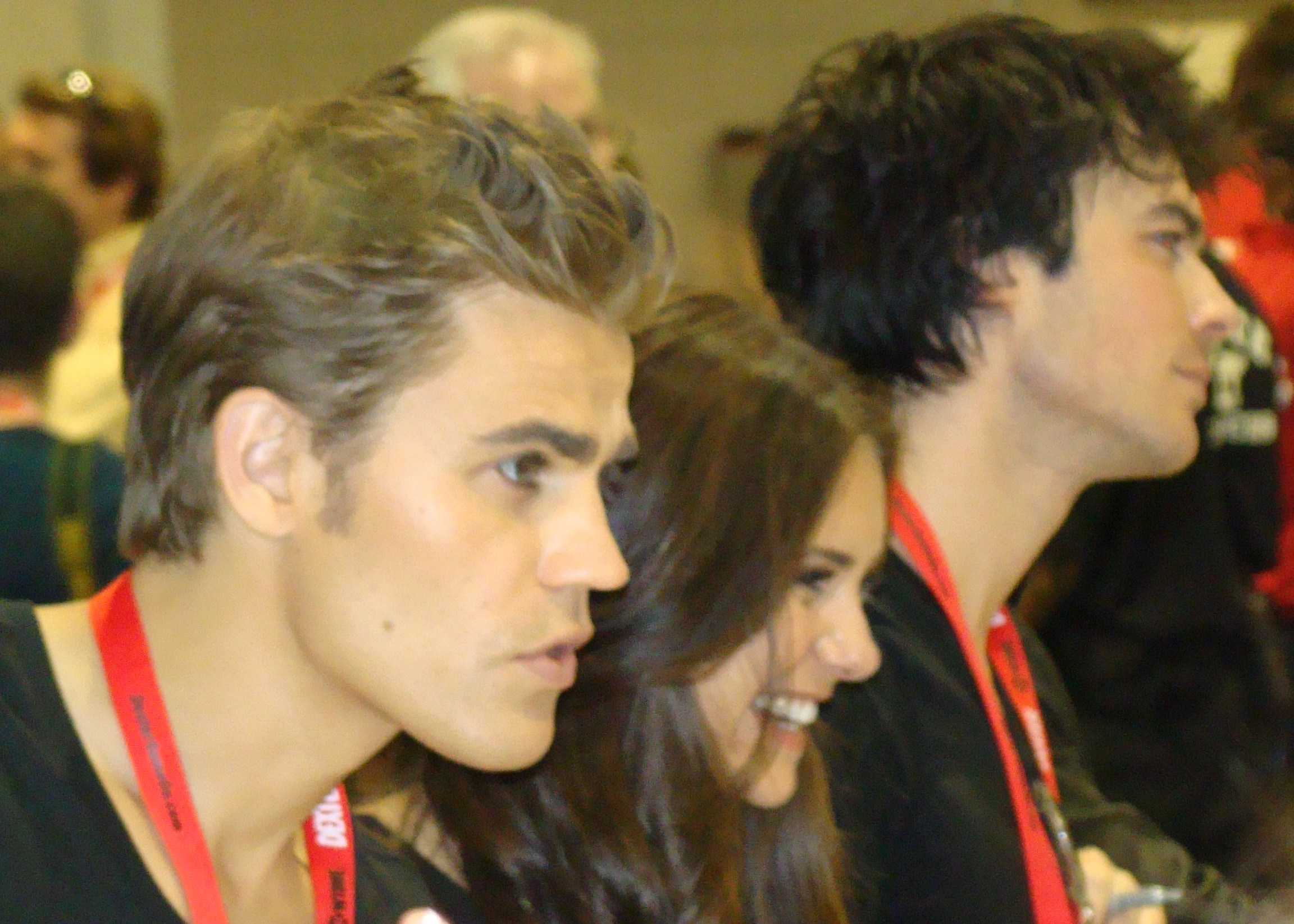
Пол Уэсли, Нина Добрев и Иэн Сомерхолдер

Его герой стал первой жертвой на острове и скончался в двадцатом по счёту эпизоде. Деймон Линделоф на это ответствовал, что смерть неизбежна в проекте с таким количеством персонажей, что именно эта кончина была необходима, чтобы подготовить зрителей к финалу шоу.
День, когда мы снимали смерть Буна, был очень тяжелым, особенно для меня и Фокси. Мы с ним очень сблизились, работая над этим эпизодом. Конечно, все мы с самого первого дня знали, что не всем из нас удастся дотянуть до конца шоу. Но между всеми нами установились настоящие товарищеские отношения, и мне было очень трудно расстаться с командой.
Поэтому продюсеры шоу не раз возвращали Буна на протяжении всех сезонов.

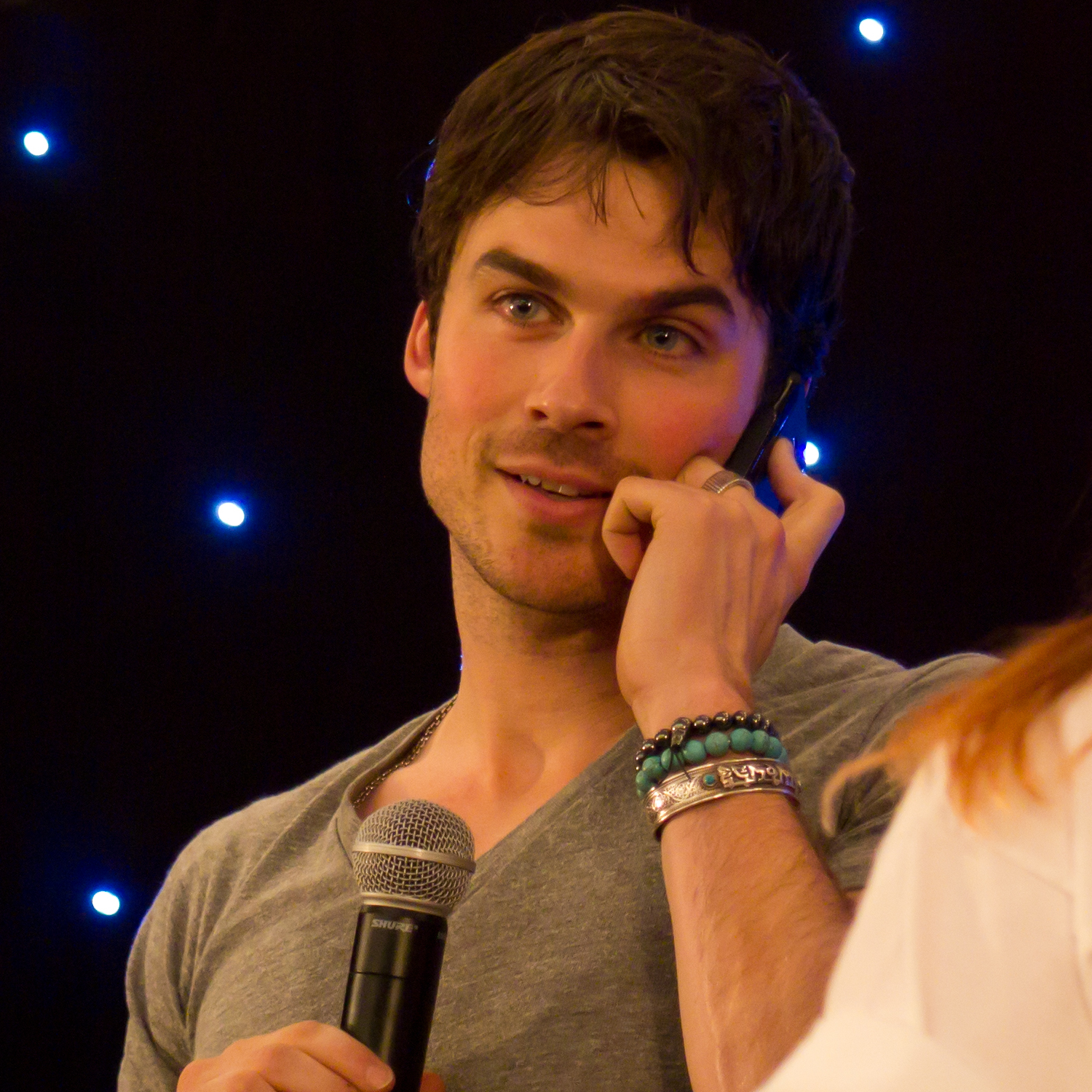

После ухода из сериала «Остаться в живых», Иэн снялся в независимых фильмах, таких как «Ощущение видения» и «Турнир на выживание», а также в нескольких телепроектах, которые актёр охарактеризовал, как плохие фильмы с плохой актёрской игрой. Новым прорывом Иэна на телевидении стала одна из главных ролей в сериале «Дневники вампира», где он исполнил роль коварного вампира Дэймона Сальваторе.

### Общественная деятельность
Иэн Сомерхолдер в 2010 году учредил благотворительный фонд Иэна Сомерхолдера (ISF). В 2012 году стал послом доброй воли Программы ООН по окружающей среде (UNEP).

## Личная жизнь
Во время съёмок «Молодых американцев» (2000) он встречался с начинающим дизайнером Сарой Малейтестой. Они разошлись во второй половине 2003, а уже в январе 2004 Иэн встречался с Ники Хилтон (сестрой знаменитой Пэрис Хилтон). Через полгода они разошлись. Весной 2006 года журнал «US Magazine» сообщил, что Иэн встречается с Мэгги Грейс, которая сыграла Шеннон в сериале «Остаться в живых». Но актеры не подтвердили эти слухи. С декабря 2006 года Иэн Сомерхолдер встречался с Меган Олд.
В 2011—2013 годах встречался с Ниной Добрев, партнёршей по сериалу «Дневники вампира».

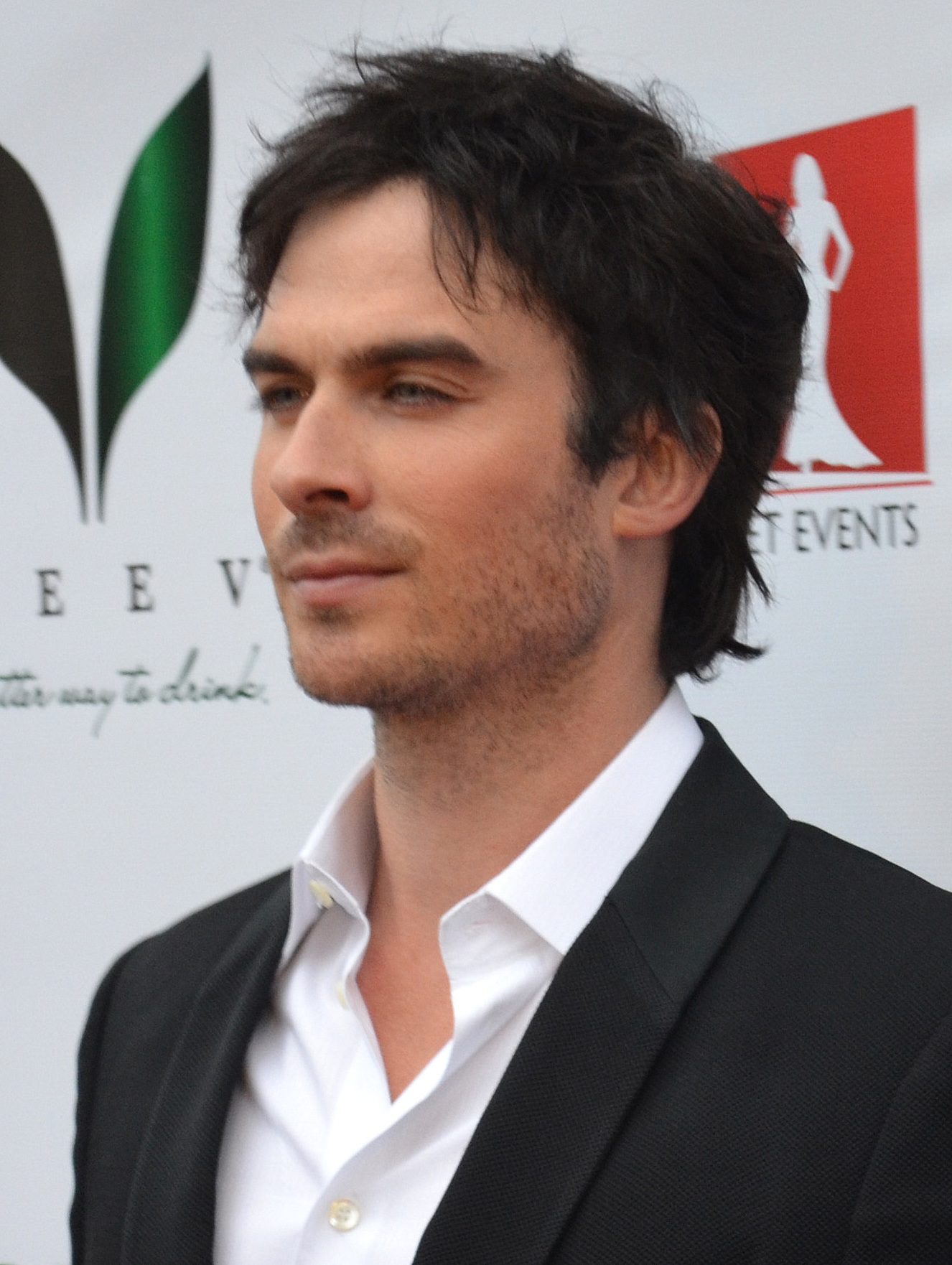
Сомерхолдер в 2012 году

С 26 апреля 2015 года женат на актрисе Никки Рид, с которой он встречался год до их свадьбы. 25 июля 2017 года у пары родилась дочь Боди Солэй Рид Сомерхолдер. В январе 2023 года супруги сообщили, что находятся в ожидании второго ребенка.

## Фильмография
| Год       |    | Русское название                    | Оригинальное название             | Роль               |
| --------- | -- | ----------------------------------- | --------------------------------- | ------------------ |
| 1997      | с  | The Big Easy (англ.)                | The Big Easy                      | Ай Кью             |
| 1999      | с  | Сейчас или никогда                  | Now and Again                     | Брайан             |
| 2000      | с  | Молодые американцы                  | Young Americans                   | Хэмильтон Флеминг  |
| 2001      | тф | Анатомия преступления               | Anatomy of a Hate Crime           | Расселл Хендерсон  |
| 2001      | ф  | Жизнь как дом                       | Life as a House                   | Джош               |
| 2002      | ф  | Сладкая парочка                     | Changing Hearts                   | Джейсон Келли      |
| 2002      | с  | C.S.I.: Место преступления          | CSI: Crime Scene Investigation    | Тони Дель Нагро    |
| 2002      | ф  | Правила секса                       | The Rules of Attraction           | Пол Дентон         |
| 2003      | с  | Закон и порядок: Специальный корпус | Law & Order: Special Victims Unit | Чарли Бейкер       |
| 2003      | с  | C.S.I.: Место преступления Майами   | CSI: Miami                        | Рикки Мардок       |
| 2004      | тф | Бесстрашная                         | Fearless                          | Джордан Грэйси     |
| 2004      | ф  | U-429: Подводная тюрьма             | In Enemy Hands                    | Дэнни Миллер       |
| 2004      | с  | Тайны Смолвиля                      | Smallville                        | Адам Найт          |
| 2004      | ф  | The Old Man and the Studio (англ.)  | The Old Man and the Studio        | Мэтт               |
| 2004      | ф  | Каникулы                            | Recess                            | Кули               |
| 2006      | ф  | Тупицы                              | TV: The Movie                     | Джаспер            |
| 2006      | ф  | Пульс                               | Pulse                             | Декстер            |
| 2006      | ф  | Ощущение видения                    | The Sensation of Sight            | Дрифтер            |
| 2007      | тф | Марко Поло                          | Marco Polo                        | Марко Поло         |
| 2007      | с  | Скажи мне, что любишь меня          | Tell Me You Love Me               | Ник                |
| 2008      | ф  | Случайный свидетель                 | The Lost Samaritan                | Уильям Арчер       |
| 2008      | тф | Охотники за сокровищами             | Lost City Raiders                 | Джек Кубиак        |
| 2009      | ф  | Пробуждение                         | Wake                              | Тайлер             |
| 2009      | тф | Человек-факел                       | Fireball                          | Ли Купер           |
| 2009      | ф  | Турнир на выживание                 | The Tournament                    | Майлз Слэйд        |
| 2004—2010 | с  | Остаться в живых                    | Lost                              | Бун Карлайл        |
| 2010      | ф  | Как заняться любовью с женщиной     | How to Make Love to a Woman       | Даниэль Мелтзер    |
| 2010      | тф | Попавшие на плёнку                  | Caught on Tape                    | полицейский        |
| 2009—2017 | с  | Дневники вампира                    | The Vampire Diaries               | Дэймон Сальваторе  |
| 2013      | ф  | Время не терпит                     | Time framed                       | Агент Труман Блек  |
| 2014      | ф  | Аномалия                            | The Anomaly                       | Харкин Лэнгам      |
| 2019      | с  | Вампирские войны                    | V Wars                            | доктор Лютер Суонн |

## Награды и номинации
| Год  | Награда                        | Категория                                         | Работа           | Результат |
| ---- | ------------------------------ | ------------------------------------------------- | ---------------- | --------- |
| 2002 | Young Hollywood Awards         | «Новое лицо — мужчина»                            |                  | Победа    |
| 2005 | Teen Choice Awards             | «Прорыв года: мужская роль в сериале»             | Остаться в живых | Номинация |
| 2005 | Премия Гильдии киноактёров США | «Лучший актёрский состав в драматическом сериале» | Остаться в живых | Победа    |
| 2010 | Teen Choice Awards             | «Злодей в сериале»                                | Дневники вампира | Победа    |
| 2010 | Teen Choice Awards             | «Choice Male Hottie»                              |                  | Номинация |